# Асиметрія (зачіска)

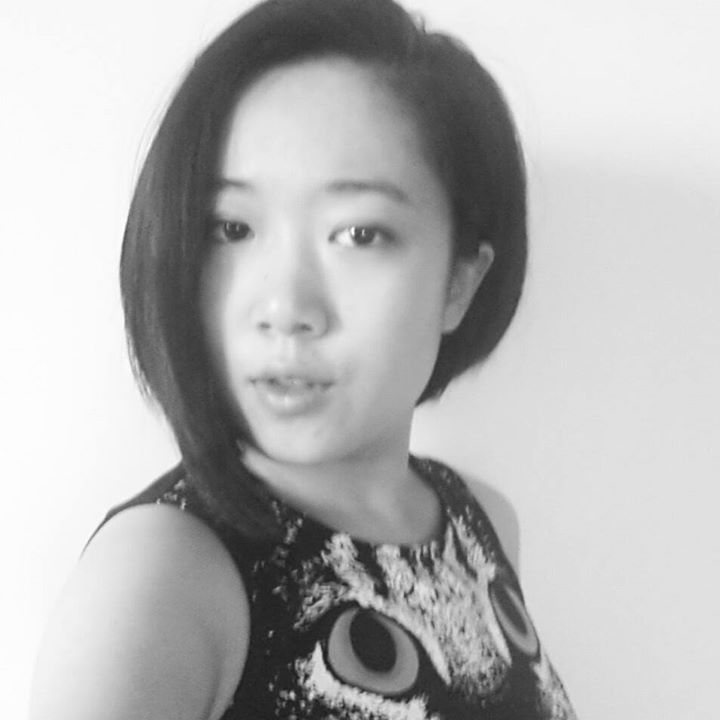
Зачіска асиметрія

Асиметрія — зачіска при якій волосся стрижеться таким чином, що волосся не має симетрії при порівнянні зачіски зліва та справа, один з боків стрижений значно коротше.
Співвідношення довжини волосся на обидвох боках може дуже різнитися, аж до повного гоління волосся на одній з сторін голови.
Зачіска асиметрія отримала розповсюдження з початку 2000х років. В зачісці асиметрія органічно поєднується сучасний стиль, з стилем зачісок початку 20 століття яким часто була властива асиметрія. Часто асиметрію радять жінкам з несиметричними рисами обличчя.